# Volta Ciclista a Catalunya 2011
91. edycja wyścigu kolarskiego Volta Ciclista a Catalunya odbyła się od 21 do 27 marca 2011 roku. Liczyła siedem etapów, o łącznym dystansie 1235 km. Wyścig zaliczany był do rankingu światowego UCI World Tour 2011. 
W wyścigu startowało dziesięciu Polaków - Sylwester Szmyd i Maciej Paterski z grupy Liquigas Cannondale, Michał Gołaś z Vacansoleil-DMC oraz Tomasz Marczyński, Adrian Honkisz, Łukasz Bodnar, Mariusz Witecki, Marek Rutkiewicz, Jacek Morajko, Błażej Janiaczyk z polskiej grupy CCC Polsat Polkowice. Najwyższe miejsce na mecie wyścigu zajął Sylwester Szmyd, który był 71., a Michał Gołaś 74., który na 5. etapie zajął 5. miejsce i zdobył jeden punkt UCI.
Zwyciężył Hiszpan Alberto Contador z grupy Team Saxo Bank-SunGard, drugi był Włoch Michele Scarponi, a trzeci Irlandczyk Daniel Martin.

## Uczestnicy
Na starcie tego wieloetapowego wyścigu stanęły 24 zawodowe ekipy.
Lista drużyn uczestniczących w wyścigu:
| Numery  | Kod | Zespół              |
| ------- | --- | ------------------- |
| 1-8     | KAT | Team Katusha        |
| 11-18   | SBS | Saxo Bank Sungard   |
| 21-28   | LEO | Team Leopard-Trek   |
| 31-38   | MOV | Movistar Team       |
| 41-48   | LIQ | Liquigas-Cannondale |
| 51-58   | BMC | BMC Racing Team     |
| 61-68   | EUS | Euskaltel-Euskadi   |
| 71-78   | RAB | Rabobank            |
| 81-88   | ALM | AG2R-La Mondiale    |
| 91-98   | THR | HTC - Highroad      |
| 101-108 | LAM | Lampre ISD          |
| 111-118 | OLO | Omega Pharma-Lotto  |

| Numery  | Kod | Zespół                  |
| ------- | --- | ----------------------- |
| 121-126 | AST | Pro Team Astana         |
| 131-138 | QST | Quick Step Cicling Team |
| 141-148 | SKY | Sky Procycling          |
| 151-158 | GRM | Garmin-Cervelo          |
| 161-168 | RSH | Team RadioShack         |
| 171-178 | VCD | Vacansoleil-DCM         |
| 181-188 | GEO | Geox-TMC                |
| 191-198 | ACG | Andalucía-Caja Granada  |
| 201-208 | COF | Cofidis                 |
| 211-218 | CJR | Caja Rural              |
| 221-228 | CEP | Colombia es Pasión      |
| 231-238 | CCC | CCC Polsat Polkowice    |

## Etapy
| Etap | Data     | Start - Meta                       | km    | Typ         | Zwycięzca etapu     | Lider            |
| ---- | -------- | ---------------------------------- | ----- | ----------- | ------------------- | ---------------- |
| 1.   | 21 marca | Lloret de Mar                      | 167   | Pagórkowaty | Gatis Smukulis      | Gatis Smukulis   |
| 2.   | 22 marca | Santa Coloma de Farners - Banyoles | 169   | Płaski      | Alessandro Petacchi | Gatis Smukulis   |
| 3.   | 23 marca | La Vall d’en Bas - Vallnord        | 189   | Górski      | Alberto Contador    | Alberto Contador |
| 4.   | 24 marca | La Seu d’Urgell - El Vendrell      | 195   | Płaski      | Manuel Cardoso      | Alberto Contador |
| 5.   | 25 marca | El Vendrell - Tarragona            | 206   | Płaski      | Samuel Dumoulin     | Alberto Contador |
| 6.   | 26 marca | Tarragona - Mollet del Vallès      | 184.5 | Pagórkowaty | José Joaquín Rojas  | Alberto Contador |
| 7.   | 27 marca | Parets del Vallès - Barcelona      | 124.5 | Płaski      | Samuel Dumoulin     | Alberto Contador |

## Liderzy klasyfikacji po etapach
| Etap                 | Zwycięzca              | Klasyfikacja generalna | Klasyfikacja górska | Klasyfikacja sprinterska | Klasyfikacja drużynowa |
| -------------------- | ---------------------- | ---------------------- | ------------------- | ------------------------ | ---------------------- |
| 1                    | Gatis Smukulis         | Gatis Smukulis         | Gatis Smukulis      | Ben Gastauer             | HTC - Highroad         |
| 2                    | Alessandro Petacchi    | Gatis Smukulis         | Julián Sánchez      | Rubén Pérez              | HTC - Highroad         |
| 3                    | Alberto Contador       | Alberto Contador       | Alberto Contador    | José Vicente Toribio     | Team RadioShack        |
| 4                    | Manuel António Cardoso | Alberto Contador       | Alberto Contador    | Rubén Pérez              | Team RadioShack        |
| 5                    | Samuel Dumoulin        | Alberto Contador       | Nairo Quintana      | Rubén Pérez              | Team RadioShack        |
| 6                    | José Joaquín Rojas     | Alberto Contador       | Nairo Quintana      | Rubén Pérez              | Team RadioShack        |
| 7                    | Samuel Dumoulin        | Alberto Contador       | Nairo Quintana      | Rubén Pérez              | Team RadioShack        |
| Klasyfikacja końcowa | Klasyfikacja końcowa   | Alberto Contador       | Nairo Quintana      | Rubén Pérez              | Team RadioShack        |

## Końcowa klasyfikacja generalna
| M-ce | Imię i nazwisko    | Kraj              | Drużyna                 | Czas        |
| ---- | ------------------ | ----------------- | ----------------------- | ----------- |
| 1.   | Alberto Contador   | Hiszpania         | Team Saxo Bank-SunGard  | 29h 24' 42" |
| 2.   | Michele Scarponi   | Włochy            | Lampre-ISD              | + 23"       |
| 3.   | Daniel Martin      | Irlandia          | Garmin-Cervelo          | + 35"       |
| 4.   | Chris Horner       | Stany Zjednoczone | Team RadioShack         | + 35"       |
| 5.   | Rigoberto Urán     | Kolumbia          | Team Sky                | + 38"       |
| 6.   | Xavier Tondó       | Hiszpania         | Team Movistar           | + 38"       |
| 7.   | Ivan Basso         | Włochy            | Liquigas-Cannondale     | + 38"       |
| 8.   | Cadel Evans        | Australia         | BMC Racing Team         | + 50"       |
| 9.   | Kevin Seeldraeyers | Belgia            | Quick Step Cicling Team | +1' 12"     |
| 10.  | Bauke Mollema      | Holandia          | Rabobank                | +1' 12"     |